# جسوالدو پیاسنتی
جسوالدو پیاسنتی (انگلیسی: Gesualdo Piacenti؛ زادهٔ ۱۵ ژوئیهٔ ۱۹۵۴) بازیکن فوتبال اهل ایتالیا است.
از باشگاه‌هایی که در آن بازی کرده‌است می‌توان به باشگاه فوتبال پارما، باشگاه فوتبال آ.اس. رم، باشگاه فوتبال مونتسا، باشگاه فوتبال سمپدوریا، باشگاه فوتبال لاتینا، باشگاه فوتبال دلفینو پسکارا، و باشگاه فوتبال اسپال اشاره کرد.